# 花嘎苗族布依族彝族乡
花嘎苗族布依族彝族乡是中华人民共和国贵州省六盤水市水城区下辖的一个民族乡。

## 行政区划
花嘎苗族布依族彝族乡下辖以下村级行政区划单位：
高坡村、搓布村、水井村、高坎村、磨石村、联山村、海子村、白岩村、者卡村、底姆村、吴王村、天门村、花水村、花营村、欧场村、天星村、都匀村和新发村。